# Love at First Feel
Love at First Feel è una canzone della band hard rock AC/DC pubblicata a gennaio del 1977, seconda traccia dell'album Dirty Deeds Done Dirt Cheap nella sua versione internazionale. Il singolo è stato scritto da Angus Young, Malcolm Young e Bon Scott, e non è stato pubblicato negli Stati Uniti fino al 1981.

## Cover
Del singolo sono state realizzate alcune cover, tra cui le seguenti:
- Il cantautore Mark Kozelek ha inserito una versione del brano nel suo album What's Next to the Moon del 2001, tutto di cover degli AC/DC.
- Il gruppo hard rock francese Trust ha realizzato una versione di "Love At First Feel" in francese con il titolo di "Paris By Night" per il lato B del loro singolo del 1978 "Prends Pas Ton Flingue". Il pezzo ha poi dato il titolo all'album dal vivo del gruppo del 1988.

## Tracce
- 1977 – AC/DC, Love at First Feel, 45gg, Albert Productions AP-11340, Australia, prodotto da Vanda & Young[1]. Questa versione contiene i brani seguenti:

1. "Love at First Feel" - 3:10
2. "Problem Child" - 3:52

## Formazione
- Bon Scott - voce
- Angus Young - chitarra solista
- Malcolm Young - chitarra ritmica
- Mark Evans - basso
- Phil Rudd - batteria